# Mecanismo (filosofía)
En ciencia y en filosofía de la ciencia, un mecanismo es, en términos generales, una entidad o proceso cuya principal característica es la producción regular de cierto aspecto. También en general, se considera que ese comportamiento regular, descrito por una ley científica u otro tipo de generalización más o menos robusta, es explicado por medio de la descripción de los procesos, en su mayoría causales, que lo producen. En consecuencia, la noción de mecanismo está estrechamente relacionada con la de causa (p. ej. en Wesley Salmon), si bien hay autores que las distinguen entre sí (p. ej. Mario Bunge). En todo caso, los mecanismos también están estrechamente ligados a otras nociones centrales de la filosofía de la ciencia, en particular las de proceso, explicación y predicción. Se trata pues, de una noción ubicua en la literatura científica contemporánea.
El mecanicismo es una doctrina filosófica nacida en el siglo XVII, que afirma que la única forma de causalidad es la influencia física entre las entidades que conforman el mundo material, cuyos límites coincidirían con el mundo real
Además, aunque la ciencia lleva ya varios siglos describiendo mecanismos para entender los fenómenos naturales, la filosofía de la ciencia de la última década muestra un importante incremento en la literatura que analiza los mecanismos como un elemento central del descubrimiento y la explicación científicos.

## Introducción histórica
La noción de "mecanismo" se hizo prominente en la filosofía natural del siglo XVII, con los trabajos de Galileo, Descartes, Huygens y otros científicos y filósofos fundadores de la Filosofía Mecánica, aunque la palabra se asocia más estrechamente al pensamiento del segundo de estos autores. La razón es que Descartes se propuso reemplazar las explicaciones aristotélicas que recurrían a las "formas" por un modelo de comprensión surgido de los artefactos. Puesto que Descartes daba por descontada la inteligibilidad del funcionamiento de las máquinas, intentó aplicar esa misma estrategia de comprensión a los seres naturales a fin de eliminar todos aquellos elementos ocultos o irreducibles de las explicaciones.
La perspectiva mecanicista cartesiana comprende dos enfoques: una ontología y un método. Desde el primer punto de vista, el mecanicismo es una doctrina ontológica, pues afirma que "los cuerpos solo poseen aquellas propiedades que se siguen de ser sustancias extensas y, tal vez, unas pocas propiedades más, tales como la impenetrabilidad. Como doctrina, el mecanicismo cartesiano invita a ver el mundo de las cosas naturales, aunque complejo, como combinaciones de sustancias extensas que interactúan únicamente a través de colisiones"
Desde el segundo punto de vista, el mecanicismo cartesiano es un método de investigación basado en el mencionado reemplazo de aquellas formas de explicación que recurren a fuerzas "ocultas" o "irreducibles" por aquellas que se basan en el análisis de las capacidades de la materia.
Las dos perspectivas cartesianas del mecanicismo no son inseparables y, de hecho, diversos autores posteriores han obrado esa separación, conservando en la mayoría de los casos el enfoque metodológico mecanicista (al principio mayormente asociado al reduccionismo) y dejando de lado la doctrina ontológica. En otros casos, tanto la ontología como la metodología mecanicista han sido reelaboradas con distintos grados de profundidad, especialmente a partir de la primera década del siglo XXI, por lo que actualmente puede hablarse sin problemas de una suerte de mecanicismo contemporáneo o neomecanicismo.
Por su parte Gottfried Leibniz, importante racionalista y cartesiano, dice acerca del mecanicismo:

"Siendo aun niño estudié a Aristóteles y los escolásticos mismos no me repelieron y al presente no siento de ello ningún arrepentimiento. Pero también Platón y Plotino me causaron desde entonces cierto agrado, sin hablar de otros antiguos que asimismo consulté. Después, ya liberado de la trivial filosofía escolar, caí en los modernos, y recuerdo que me paseaba solo por un bosquecillo cerca de Leipzig, llamado de Rosenthal, a la edad de 15 años, para deliberar si debía conservar las formas sustanciales. Al fin prevaleció el mecanicismo que me llevó a aplicarme a las matemáticas. Es verdad que no me metí en ellas hasta que conversé con Hyguens en París. Pero, cuando quise buscar las últimas razones del mecanicismo y de las leyes mismas del movimiento, me encontré sorprendido al ver que era imposible encontrarlas en las matemáticas, y que era preciso volver a la metafísica y esto es lo que me hizo volver a las entelequias y volver de lo material a lo formal; y me hizo al fin comprender, después de muchas correcciones y pasos adelante en mis ideas, que las mónadas o sustancias simples son las únicas sustancias verdaderas y que las cosas materiales no son más que fenómenos, aunque bien fundados y coordinados. Algo de esto entrevieron ya Platón y los académicos posteriores y los mismos escépticos...

He comprobado que la mayor parte de las sectas tienen razón en buena parte de lo que asientan, pero no en lo que niegan. Los formalistas, como los platónicos y los aristotélicos, tienen razón en buscar la fuente de las cosas en las causas finales y formales. Pero no la tienen en descuidar las causas eficientes y materiales y concluir de ahí, como hacía Henry Moore en Inglaterra, y algunos otros platónicos, que hay fenómenos que no pueden ser explicados mecánicamente. Pero, por otro lado los materialistas, o aquellos que no tienen en cuenta más que una filosofía mecánica hacen mal al desechar las consideraciones metafísicas y al querer explicarlo todo por principios sensibles. Me glorío de haber penetrado la armonía de los diferentes reinos, y de haber visto que las dos partes tienen razón, a condición de que no choquen entre sí; que todo sucede en los fenómenos naturales de un modo mecánico y al mismo tiempo de modo metafísico, pero que la fuente de la mecánica está en la metafísica".
Carta a Pierre Rémond en 1714.

## La noción de "mecanismo" en la actualidad

### La palabra
La palabra 'mecanismo' deriva del término latino 'mechanisma' y parece estar relacionada con los vocablos griegos 'mechane' ("un instrumento para levantar objetos o dispositivos o artefactos para hacer algo") y 'mechos' (los medios para hacer algo o el modo de hacerlo). Su significado actual en castellano corriente (no técnico) incluye cuatro acepciones más o menos emparentadas entre sí:
1. Conjunto de las partes de una máquina en su disposición adecuada;
2. Estructura de un cuerpo natural o artificial, y combinación de sus partes constitutivas;
3. Medios prácticos que se emplean en las artes;
4. Proceso (sucesión de fases).

De éstas, las acepciones 1, 2 y 4 constituyen lo que podría llamarse el núcleo del significado técnico del término "mecanismo".

### El técnico
Como hemos dicho antes, el enfoque filosófico centrado en los mecanismos nunca fue abandonado por los científicos naturales ni por algunos filósofos y, más aún, ha experimentado un resurgimiento en las ciencias sociales y la filosofía de la ciencia durante las últimas décadas. Con todo, es importante advertir que este nuevo "mecanicismo" es bastante diferente del antiguo, por ejemplo, del de Descartes.
Entre las principales diferencias que pueden contarse entre la concepción actual de los mecanismos y la versión original está que, desde luego, hoy no se considera que los mecanismos sean necesariamente mecánicos, sino que se acepta la existencia de numerosos tipos de mecanismos, constituidos por procesos muy diferentes entre sí: físicos, químicos, biológicos, psicológicos, sociales, etc. En consecuencia, la idea de que lo esencial de los mecanismos son las "colisiones" ha quedado bien lejos en el pasado. 
También ha quedado en el pasado la asociación necesaria entre las perspectivas centradas en mecanismos y el reduccionismo. Si bien hay muchos autores para los cuales el estudio de un mecanismo equivale siempre a la investigación de un nivel de organización inferior (por ejemplo, para responder una pregunta ecológica, investigar a nivel fisiológico o bioquímico), hay otros que admiten sin problemas la explicación de un hecho de un nivel por un mecanismo de un nivel superior (por ejemplo, la conducta de un individuo a partir de su posición en un sistema social).
Según el autor de que se trate, un mecanismo es la entidad compleja (Stuart Glennan), las entidades y actividades (Peter Machamer), una colección de eventos (Wesley Salmon) o la colección de procesos de un sistema (Mario Bunge) que son productivos del comportamiento de interés.